# Meister der goldenen Tafel

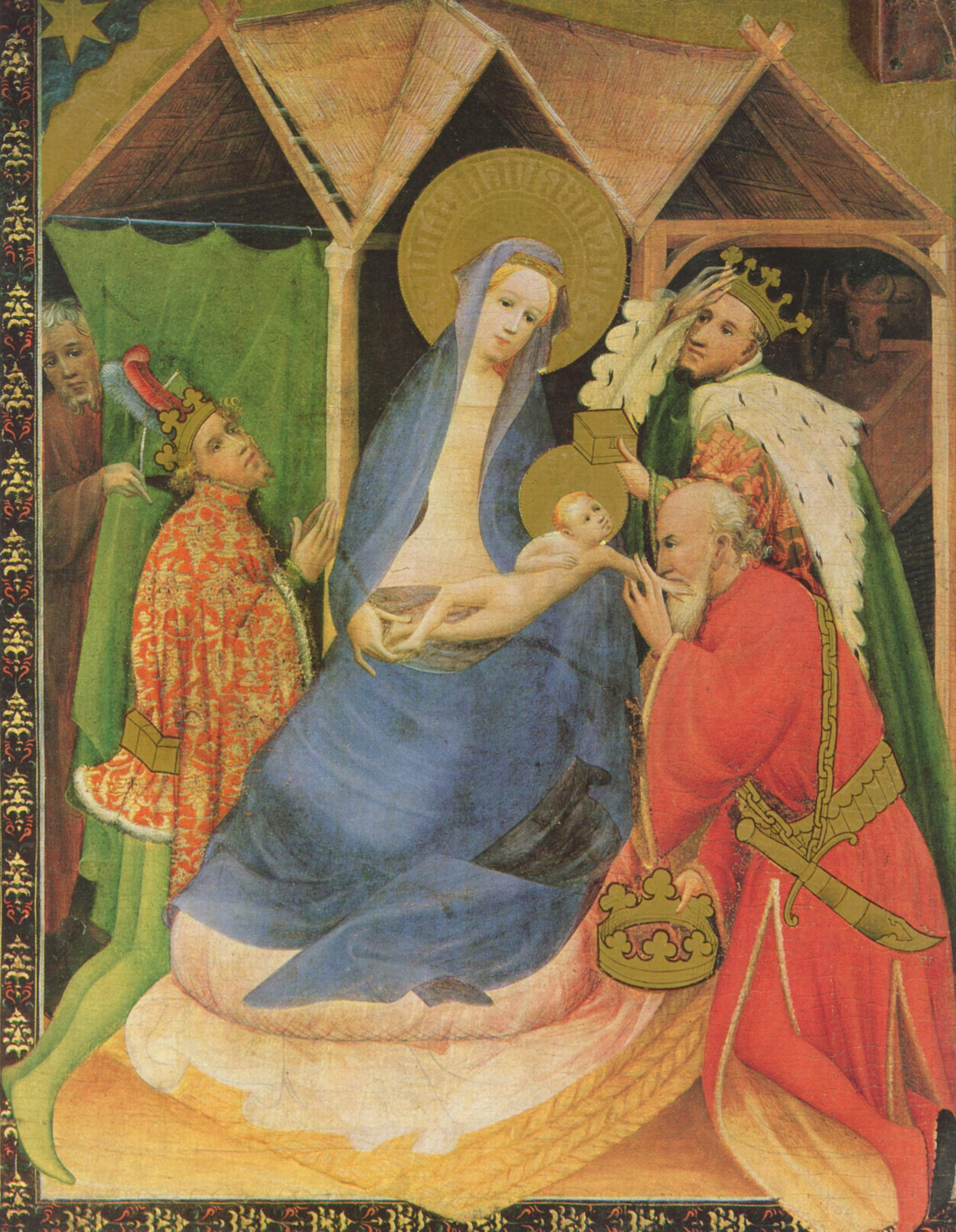
Meister der Goldenen Tafel: Anbetung der Könige, um 1410/1418. Niedersächsisches Landesmuseum Hannover

Als Meister der Goldenen Tafel (auch als zweiter Maler der Goldenen Tafel bezeichnet) wird ein spätgotischer Maler, bzw. eine Malerwerkstatt bezeichnet, die wahrscheinlich um 1420/1430 die Malereien auf drei der vier Flügel der sogenannten „Goldene Tafel“ der Michaeliskirche in Lüneburg schuf.

## Die Arbeit des Meisters an der Goldenen Tafel
Die „Goldene Tafel“ war ein Hochaltarretabel und kostbarer Reliquienschrein in dem Neubau der Benediktinerabteikirche St. Michaelis in Lüneburg. Der Schrein in der zweiten Wandlung mit seinen 22 Gefachen rund um die ältere Goldene Tafel, ein mit Goldblech belegtes romanisches Antemensale, war kunstvoll mit detailliertem Schnitzwerk verziert. Die Flügel der zweiten Wandlung zeigen jeweils zehn großformatige und sechs kleinformatige weibliche Heiligenfiguren, die Flügel der ersten Wandlung sind mit Malereien aus dem Leben Jesu geschmückt. Große Teile des Reliquienschatzes sowie das Antemensale gingen 1698 durch einen Kunstraub verloren. Die beiden Flügel mit den Gemälden des Meisters der Goldenen Tafel sind heute im Landesmuseum Hannover zu sehen. Sie gelten als ein bemerkenswertes Beispiel der Kunstfertigkeit in der Spätgotik im Norden Deutschlands, vor allem in Betrachtung der zum Teil rekonstruierbaren Kombination von Schnitzerei und Malerei zu einem „Gesamtkunstwerk“, an dem auch eine hohe handwerkliche Fertigkeit im Umgang mit Gold als Werkstoff zu erkennen ist.

## Standort der Werkstatt und Zuordnung
Woher der sogenannte zweite Meister der Goldenen Tafel ursprünglich kommt, wird in der Forschung diskutiert. Es gibt stilistische Ähnlichkeiten zu Kölner Gemälden aus der Zeit um 1400, so dass ein kölnischer Einfluss vermutet wird. Auf der anderen Seite sind auch einige absolut „unkölnische“ Details zu beobachten, so dass eine definitive Herkunft des Meisters aus Köln nicht bestätigt werden kann. Die Malereien zeigen deutliche stilistische und malerische Ähnlichkeiten zu den Miniaturen von drei Handschriften aus Lüneburg, die kurz vor 1400 gefertigt worden sind. Möglich ist also, dass eine hoch qualifizierte Künstlerwerkstatt in Lüneburg um 1400 ansässig war, die sowohl die Buchmalereien ausführte als auch die Goldene Tafel bemalte. Im sog. Wevelkoven-Missale ist eine ältere Miniatur erhalten, die einer anderen Werkstatt zugeordnet werden muss, ganz ähnlich wie bei der Goldenen Tafel, wo ebenfalls die Innenseite des linken Außenflügels und zwei Bildfelder der Innenseite des rechten Außenflügels einem älteren Künstler oder einer älteren Werkstatt zugeschrieben werden können. Woher diese Werkstatt und die Maler kamen, ist nach wie vor Gegenstand der Forschung.

## Restaurierung
Von 2016 bis 2019 wurde die Goldene Tafel im Landesmuseum Hannover von Kunsthistorikern und Kunstwissenschaftlern erforscht und anschließend restauriert. Bei einem Kolloquium im April 2016 wurden die Ergebnisse des von der Volkswagenstiftung finanzierten Projektes vorgestellt.